# Maison centrale de Clairvaux
La maison centrale de Clairvaux est une ancienne maison centrale française située sur le territoire de la commune de Ville-sous-la-Ferté, dans le département de l'Aube, en région Grand Est. Établi sur le site de l'abbaye de Clairvaux, l'établissement pénitentiaire est actif de 1804 à 2023.

## Histoire

### Transformation en prison

#### XIXesiècle
La transformation d'abbayes en prisons est courante au XIXe siècle (le Mont-Saint-Michel, Fontevraud etc.) et liée à la réforme du système pénal qui institue une nouvelle peine : la privation de liberté. Les abbayes, avec leurs murs d'enceinte et leurs cellules, semblent alors idéales. De plus, l'expulsion des moines à la suite de la Révolution française a vidé de nombreux monastères, et les biens du clergé ont été déclarés biens nationaux.
L'abbaye est ainsi convertie en établissement pénitentiaire en 1804.
L'ensemble de l'abbaye est ainsi transformé en prison : le bâtiment des convers devient la prison des femmes puis les ateliers de travail ; le grand cloître est voué à la détention masculine. En 1812, l'église abbatiale est vendue comme carrière de pierres pour honorer des dettes. Le directeur de la prison est révoqué à la suite de la vente de l'église car il n'y a plus de lieu de culte pour les détenus. L'ancien réfectoire des moines est alors transformé en chapelle des prisonniers.

#### XXesiècle

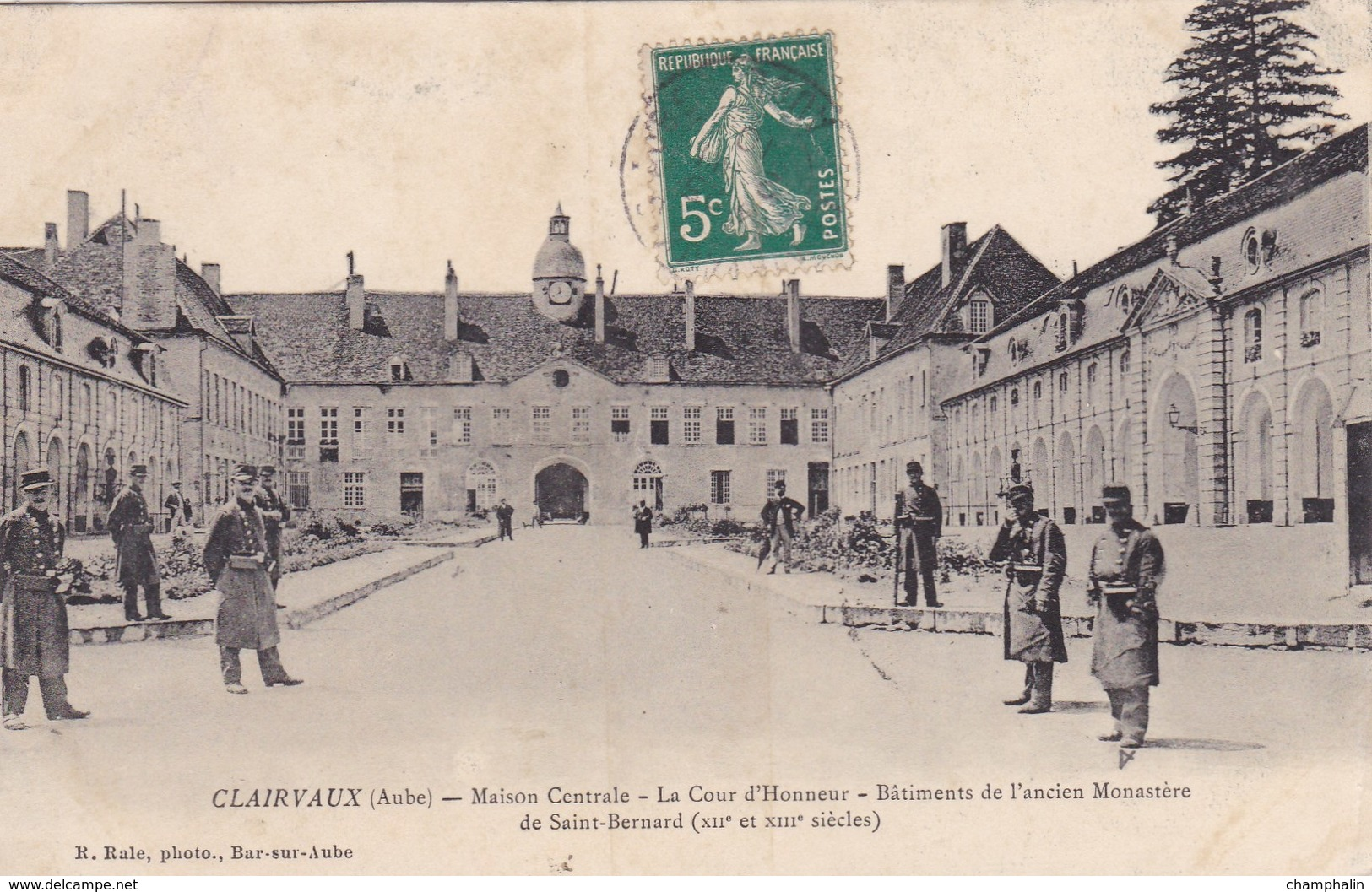
La cour d'honneur de la maison-centrale de Clairvaux.

Pendant la Seconde Guerre mondiale, Clairvaux sert également de lieu d'internement pour les opposants politiques, militants communistes et syndicalistes, ainsi que des Juifs habitant dans la région. Les détenus souffrent de conditions d’internement particulièrement dures et peuvent être livrés aux Allemands quand ces derniers réclament des otages.
Un quartier « maison centrale » plus récent est construit en 1971.

#### XXIesiècle
Le quartier « centre de détention », installé dans les locaux historiques de l'établissement, ferme en 2009, faisant ainsi passer l'établissement du statut de centre pénitentiaire à celui de maison centrale.
L'établissement dépend du ressort de la direction interrégionale des services pénitentiaires de Strasbourg. Au niveau judiciaire, il relève du tribunal judiciaire de Troyes et de la cour d'appel de Reims.
La fermeture de la centrale est annoncée le 27 avril 2016 au cours d'un discours donné à l'École nationale d'administration pénitentiaire, à Agen, par le ministre de la Justice Jean-Jacques Urvoas.
Malgré la mobilisation d'élus et d'habitants, l'arrêté ministériel du 28 décembre 2016, décret n° 301 du 22 décembre 2016, entérine la fermeture de la maison centrale de Clairvaux qui est effective le 23 mai 2023.

## Description

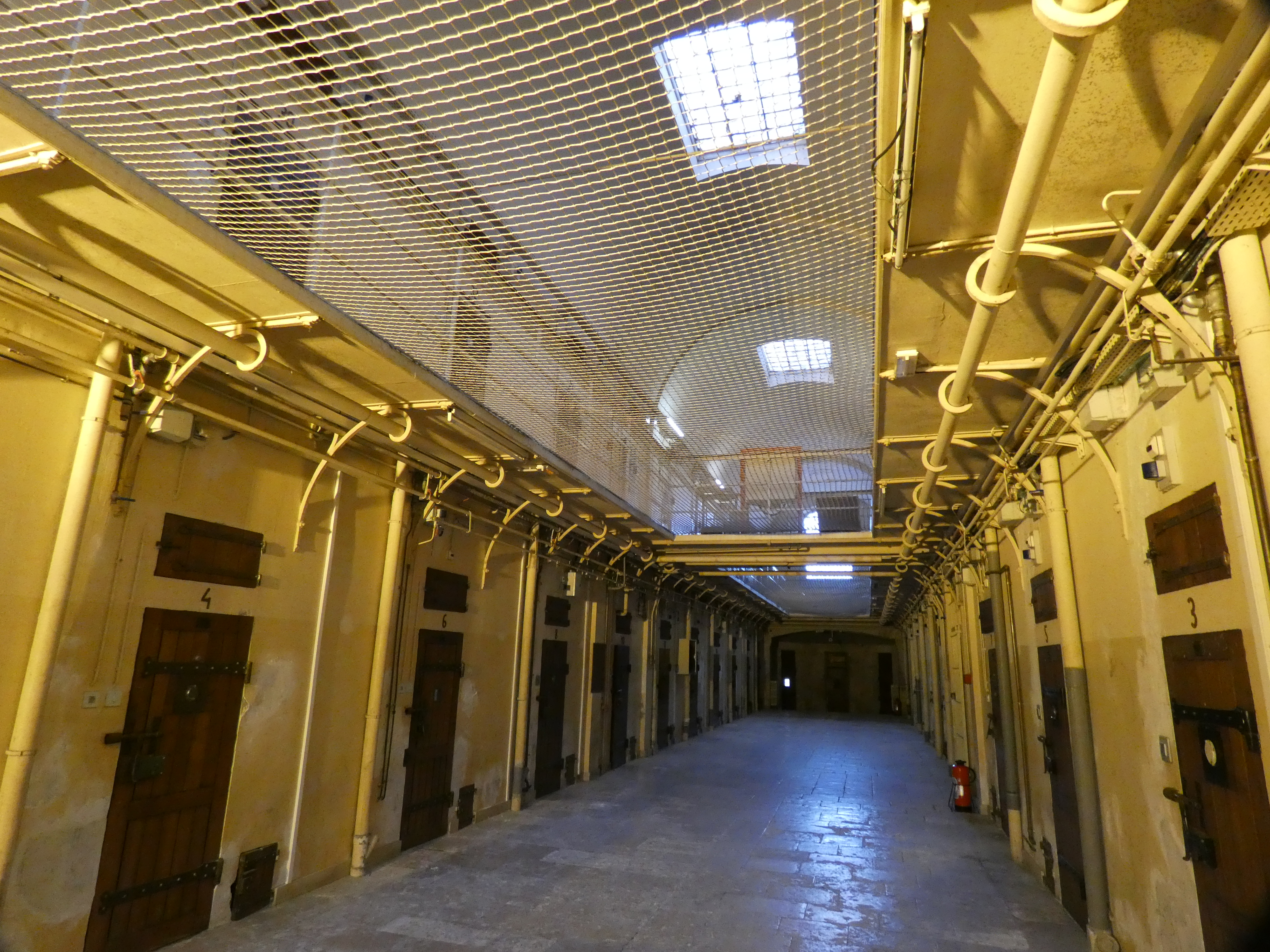
Ancien quartier disciplinaire (rez-de-chaussée) et cellules d'isolement (étage)

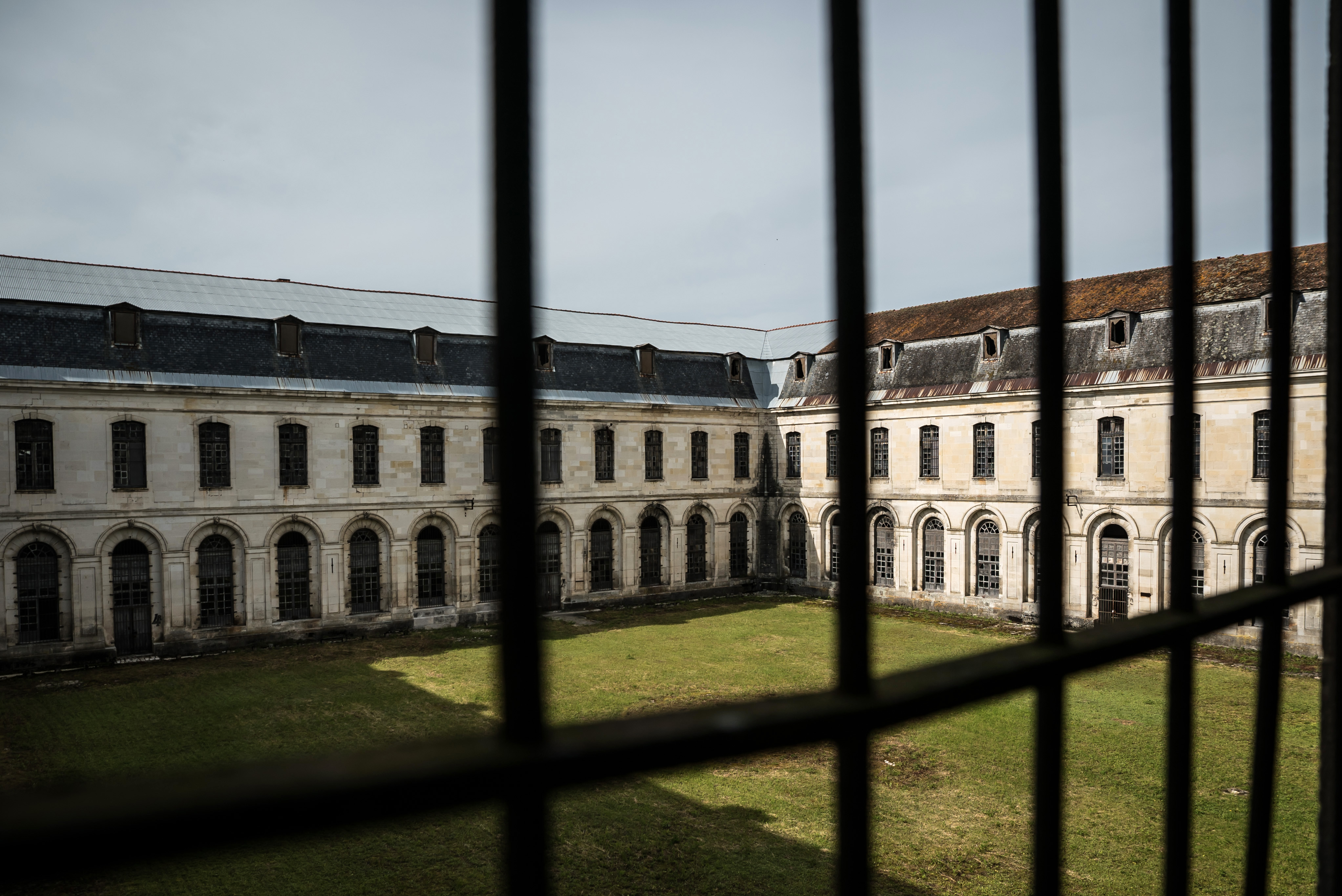
Grand cloître transformé en cour de promenade.

La maison centrale, située sur le site de l'abbaye de Clairvaux et sur le territoire de la commune de Ville-sous-la-Ferté, est l'un des quatre établissements pénitentiaires du département.
Installé sur une superficie de 33 hectares, l'établissement a une capacité d'accueil de 80 places exclusivement pour des détenus majeurs hommes condamnés à de longues peines et composé exclusivement en quartier « Maison centrale Hommes ». Précédemment, la maison centrale avait le statut de centre pénitentiaire et disposait également à ce titre d'un quartier « centre de détention Hommes ».
Au 1er février 2022, l'établissement accueillait 43 détenus, soit un taux d'occupation de 53.8%. Le faible nombre de places ainsi que le faible nombre de détenus s'explique par la fermeture de l'établissement, prévu au 31 décembre 2022.
La quasi-totalité de l'établissement est classé ou inscrit au titre des monuments historiques, incluant notamment l'ancien quartier « centre de détention », à l’exception des bâtiments du quartier « maison centrale » qui ouvre en 1971. Le domaine est ainsi cogéré à la fois par le ministère de la Justice et le ministère de la Culture. Les bâtiments relevant de ce dernier sont ouverts toute l'année aux visites.

## Détenus notables

### AuXIXesiècle
Parmi les détenus, en détention provisoire ou condamnés à des peines plus ou moins longues ou récurrentes :
- Claude Gueux, condamné à la peine capitale, il fut l'inspirateur de Claude Gueux, l'un des premiers livres de Victor Hugo contre la peine de mort,
- Auguste Blanqui, détenu à Clairvaux de 1872 à 1877[4].
- Pierre Kropotkine, anarchiste russe, détenu entre 1883 et 1886. Son expérience a nourri son analyse du système des prisons[12].

### AuXXesiècle
- André Marty, mutin de la mer Noire libéré en 1927.
- Pendant l'Occupation[13]
  - 49 internés de Clairvaux sont déportés le 6 juillet 1942 (convoi des 45 000) à Auschwitz, dont le député Robert Philippot[6].
  - 21 otages sont fusillés entre 1941 et le 14 mai 1942 dans une clairière de la Ville-sous-la-Ferté, proche de Clairvaux, dont le conseiller municipal Léon Frot[6] et le conseiller général Maurice Romagon[14].
  - D’anciens internés de Clairvaux sont fusillés dans d’autres camps, tels Guy Môquet, Charles Michels ou Jean-Pierre Timbaud[6].
  - Hervé Bazin (1911-1996), écrivain français, y est incarcéré en 1942-1943.
- Après la Libération, plusieurs personnalités vichystes :
  - Charles Maurras, détenu entre 1947 et 1952[15],
  - Lucien Rebatet, détenu entre 1947 et 1952,
  - L'amiral Jean de Laborde, détenu entre 1947 et 1951,
  - Pierre-Antoine Cousteau, détenu entre 1947 et 1954,
  - Jacques Benoist-Méchin, détenu entre 1947 et 1954,
  - Paul Marion, détenu entre 1948 et 1953.
- Après le « putsch des généraux », y sont internés à l'été 1961 les  généraux destitués Maurice Challe, André Zeller, Pierre-Marie Bigot, Jean-Louis Nicot, André Petit et le commandant Hélie Denoix de Saint-Marc.
- Claude Buffet et Roger Bontems y séquestrèrent et égorgèrent une infirmière et un surveillant en 1971[16]. Ils furent pour cela guillotinés à la prison de la Santé à Paris, le 28 novembre 1972.
- Ilich Ramírez Sánchez dit Carlos (1949-), terroriste.
- Charlie Bauer, ancien complice de Jacques Mesrine.
- Michel Ardouin (1943-2014), criminel multirécidiviste
- Régis Schleicher (1957-), ancien membre d'Action directe, condamné pour la mort de deux policiers lors de la fusillade de l'avenue Trudaine à Paris le 31 mai 1983 et pour des braquages.
- Michel Vaujour, (1951-), criminel multirécidiviste
- Patrick Salameh (1957-) tueur en série et braqueur français
- Guy Georges (1962-), tueur de l'Est parisien, condamné en avril 2001 pour sept meurtres à l'emprisonnement à perpétuité assortie d'une période de sûreté de 22 ans[17]
- Smaïn Aït Ali Belkacem (1968-), auteur d'une vague d'attentats commis en France en 1995 qui y est détenu en 2010[18] lorsqu'un projet d'évasion est mis à jour conduisant à l'arrestation d'une quinzaine de personnes.
- Youssouf Fofana (1980-), chef du gang des barbares.

La maison centrale comptait 240 places hébergeant, en 2009, 160 longues peines, dont 48 perpétuités.

## Événements notables
- Le 23 avril 1912, les Camelots du Roi Henri Bourgoin et Norbert Pinochet font évader grâce à un canular téléphonique Gabriel de Baleine, un autre militant emprisonné. Ils téléphonent au directeur de la maison centrale en se faisant passer pour le président du Conseil[20],[21]. Cette évasion inspira Charlotte Montard.

- Le 21 septembre 1971 à l'aube, un surveillant , Guy Girardot, et une infirmière, Nicole Comte, sont tués à l'arme blanche lors de la tentative d'évasion de Claude Buffet et Roger Bontems. Les deux hommes seront condamnés puis exécutés l'année suivante[22].

- Le samedi 28 janvier 1978, une triple prise d'otages a eu lieu à la centrale. Deux détenus condamnés à la réclusion criminelle à perpétuité, Fourca et Bergeot, se sont retranchés dans un mirador de l'établissement. Sous la menace d'un pistolet, ils ont pris en otage un sous-directeur et un surveillant dans le but de s'évader. Les deux mutins ont exigé une voiture pour leur évasion. Durant leur tentative, ils ont réussi à quitter le périmètre de la détention, blessant un premier surveillant qu'ils ont également pris en otage. Ce dernier a été libéré en fin de matinée[23].

- En 1992, une évasion sanglante a lieu, marquée par le décès du surveillant Marc Dormont[24].

- En 2009, un détenu prend en otage un surveillant à l'aide d'une « arme artisanale » à la suite d'une tentative d'évasion infructueuse dans les ateliers de la prison[25].